# Musicæ sacræ disciplina
Musicæ sacræ disciplina est une encyclique du pape Pie XII concernant la musique sacrée catholique, publiée le 25 décembre 1955.
La publication de cette encyclique fut étroitement liée au Congrès international de musique sacrée, tenu depuis 1950.

## Histoire

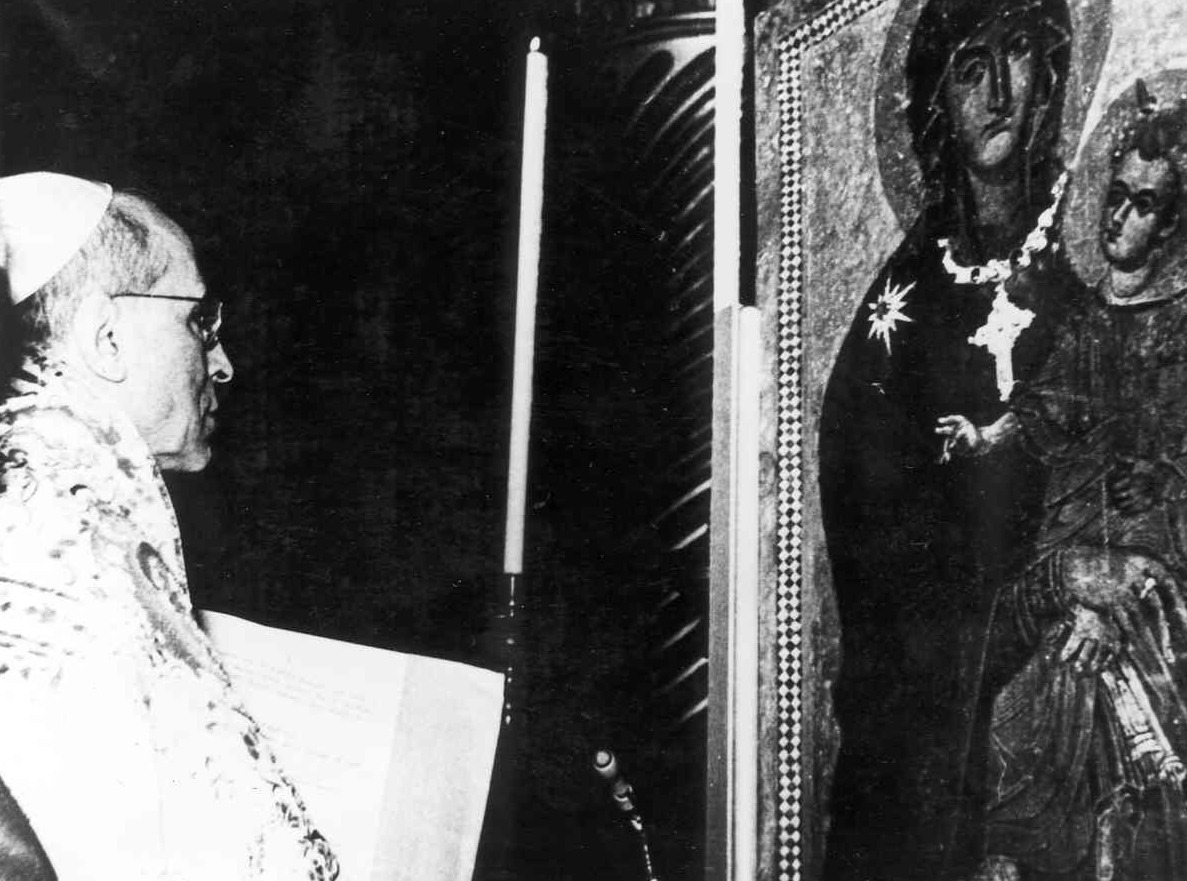
Pape Pie XII en 1954.

Sous le pontificat de Pie XII, l'encyclique Mediator Dei qui réglait les principes de la liturgie de l'Église, y compris la musique sacrée, était déjà parue en 1947. 
Le XXe siècle se caractérisait par ailleurs par l'avancement des études scientifiques de ce domaine, d'après celles des éditions critiques, même parmi les musicologues catholiques, tel le directeur de l'Institut pontifical de musique sacrée, Higinio Anglés. Cette amélioration scientifique de la connaissance était notamment amplifiée avec deux fois des Congrès internationaux de musique sacrée, commencés en 1950 par Higinio Anglés, et retenu à Vienne en 1954 sous la gestion de Franz Kosch. Il fallait répondre à cette évolution de connaissance. 
D'ailleurs, Musicæ sacræ disciplina apparut à la suite de ce deuxième congrès à Vienne, consacré au 50e anniversaire du motu proprio du pape saint Pie X, Inter pastoralis officii sollicitudes ainsi qu'à la mise en œuvre de l'Édition Vaticane. On comprend que le Saint-Siège dut examiner le code juridique présenté par ce prédécesseur en 1903, après 50 ans d'existence.

## Article

### Introduction
L'encyclique commence avec l'explication des objectifs de ce document. Comme la musique sacrée et son ordonnance restent un sujet du plus vif intérêt, Musicæ sacræ disciplina souhaite conduire, avec l'étude méthodique, non seulement les ministères de l'Église, mais aussi tout ce qui concerne l'exécution de cet art sacré, y compris les musiciens. Il s'agit également d'un renouvellement du « code juridique de la musique sacrée » du pape saint Pie X (Inter pastoralis officii sollicitudes (1903)) avec plusieurs évolutions ayant pour but d'adapter les instructions aux besoins et aux conditions de l'époque.

### I.
Étant donné que, selon la Bible, Dieu créa les hommes « à son image et à sa ressemblance », il est normal que la musique sacrée possède sa caractéristique distinguée de sorte qu'elle puisse procurer aux hommes les joies de l'âme et la récréation de l'esprit. Un texte de saint Augustin d'Hippone est cité : « C'est pour leur rappeler cette grande réalité que la libéralité de Dieu a accordé même aux mortels doués d'une âme raisonnable, la musique qui est la science et l'inspiration des modulations. » (De l'ordre, tome I, 2, PL XXXIII).  
L'encyclique recense, dans l'Ancien Testament et le Nouveau Testament, plusieurs exemples qui montrent que la musique participe au culte divin, quel que soit le temps, quel que soit le lieu :   

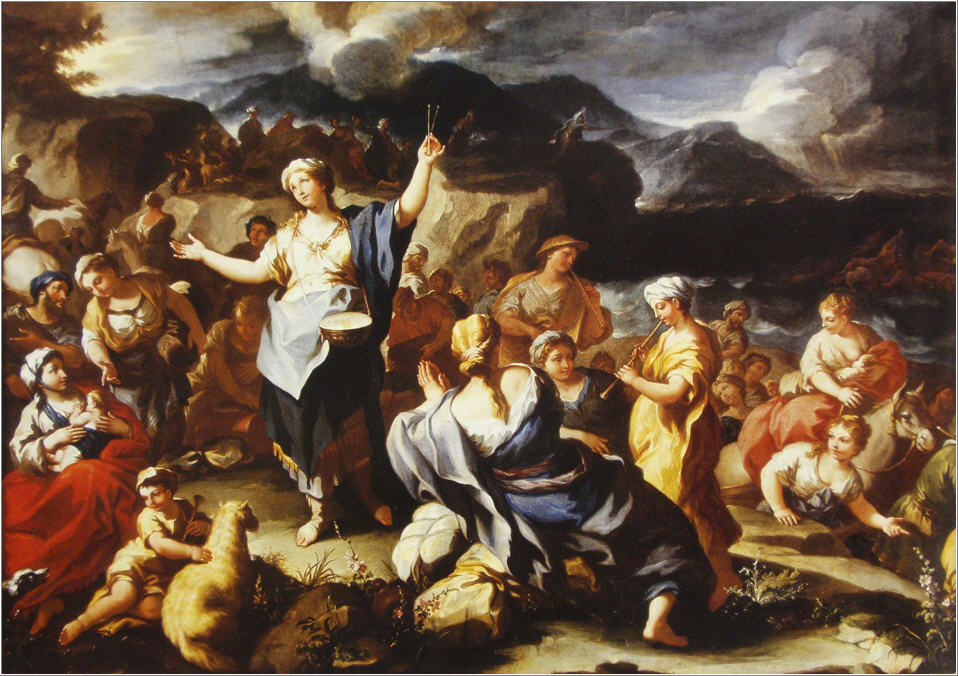
Myriam dansante, avec le tambourin.

- Chant de la victoire de Myriam (Livre de l'Exode, XV, 1 - 21) ;
- « Soyez remplis de l'Esprit-Saint, récitant ensemble des psaumes, des hymnes, des cantiques spirituels. » (Épître aux Éphésiens, V, 18) ;
- « Lorsque vous vous réunissez, quelqu'un de vous a-t-il un cantique à faire entendre. » (Première épître aux Corinthiens, XIV, 26)
et le reste[uv 3].

Deux expressions musicales, celle du chant grégorien et celle de la Polyphonie, suivent, avec la création de la Schola cantorum à Rome. Selon la connaissance de l'époque, les recueils du chant grégorien étaient encore attribués à saint Grégoire le Grand († 604). L'encyclique explique que l'usage du chant romain devint de plus en plus universel en Occident, à partir de ce chant. On ajoute aussi la pratique de l'hymne, parfois en langue vulgaire.    
Pour conclure, le document accentue le rôle important des souverains pontifies en faveur de l'évolution des connaissances sur ce sujet, à partir de la réforme issue du concile de Trente jusqu'à nos jours. Après le concile, l'encyclique (1749) de Benoît XIV, préparant le grand jubilé 1750, est mentionnée. Il s'agirait l'Annus qui hunc, dénoncée le 19 février 1749 . Ses successeurs le suivirent sur ce chemin (Léon XII, Pie VIII,
Grégoire XVI, Pie IX et Léon XIII). Puis, l'encyclique distingue nettement la réforme commencée par Pie X († 1914), une véritable restauration de la musique sacrée de l'Église, avec de nouvelles disciplines et règles selon la tradition ancienne. Aussi la constitution apostolique Divini cultus sanctitatem (1928) de Pie XI ainsi que l'encyclique Mediator Dei (1947) de Pie XII ne sont-elles autre chose que la confirmation et le développement de la réforme de saint Pie X.

### II.
À la suite de l'explication historique, l'encyclique présente ses conseils apostoliques, théoriquement et théologiquement. Elle confirme d'abord que ses règles fondamentales ne sont pas différentes de celles des arts sacrés en général. Confronté aux manifestes jugés offensants de quelques artistes, le Saint-Siège confirme que l'art sacré demeure issu de Dieu et que sa fonction est la louange. D'où il s'ensuit que cet art de splendeur, soumis à la loi de Dieu, se distingue de « l'art pour l'art. » Plus précisément, l'art religieux existe pour aider les fidèles à élever pieusement leur esprit vers Dieu. C'est pourquoi les auteurs de l'art sacré doivent rester fidèles à leur pratique, en bénéficiant des dons reçus du Créateur. Ainsi l'Église leur donne-t-elle l'honneur et leur création d'après la foi est toujours soutenue par les ministères apostoliques.       

Avec l'encyclique, le Saint-Siège considère que, parmi tous les arts sacrés, la musique liturgique demeure au premier rang, étant donné que celle-ci touche le culte divin lui-même dans la liturgie. On cite un texte de saint Augustin, afin d'expliquer, dans cette optique, la splendeur des chants exécutés d'une voix claire et appropriée :

« Je sens que, chantées de cette façon, les paroles sacrées elles-mêmes enflamment la piété de nos âmes avec plus de dévotion et de ferveur que si elles n'étaient pas ainsi chantées, et que tous les sentiments de notre esprit, chacun suivant ce qu'il y a de différent dans son caractère, possèdent leurs modes particuliers d'expression dans la voix et le chant, qui les excitent en vertu de je ne sais quelle affinité secrète. »

— Augustin d'Hippone, Les Confessions, livre X, chapitre XXXIII
Par ailleurs, on attribue encore l'importance de la musique sacrée, maintenant, à celle de langue vulgaire, en soulignant sa fonction catéchétique. Ce type de musique sacrée est, donc, recommandé notamment aux enfants et jeunes, ou bien au foyer de la famille chrétienne, de telle sorte que la joie de la foi soit spirituellement répartie. 
Le document conclut : comme les exécutants demeurent, quelle que soit leur fonction, «ministres du Christ Seigneur et ses collaborateurs dans l'apostolat », il leur faut reconnaître la dignité du chant sacré jusque dans leurs mœurs et dans leur vie.

### III.
Le chapitre III précise ses disciplines en faveur de chaque répertoire de la musique sacrée de l'Église. Celui-ci confirme d'abord les critères concrets du pape Pie X, surtout la sainteté et l'universalité,.   
D'après ces critères, l'encyclique souligne, bien entendu, la splendeur du chant grégorien en tant que chant universel de l'Église. Aussi recommande-t-elle l'exécution selon la version ancienne et authentique, dans laquelle la mélodie originale est étroitement liée au texte sacré en latin, paroles de Dieu. Encore faut-il l'exécuter avec soin, à savoir avec fidélité, dignité et piété. Car, le Saint-Siège considère que ce chant par excellence exprime, lorsqu'il est correctement chanté avec son universalité, l'émerveillement de la foi chrétienne dans le monde entier, dans toutes les églises catholiques. D'autre part, le Saint-Siège, sachant que l'exécution en texte traduit n'est pas possible, charge les ministres de faire comprendre les paroles en bénéficiant des œuvres de qualité en langue vulgaire.        
Ce document de 1955 se distingue encore par son appréciation d'anciens chants monodiques européens. Il s'agit, soit des chants qui suivent le rite ambrosien, le rite gallican, le rite mozarabe, soit de ceux du rite byzantin. Notamment le Saint-Siège recommande ces derniers, en chargeant l'Institut pontifical de musique sacrée et l'Institut pontifical oriental des études plus approfondies.   
Vraiment appréciée par les papes Pie X et Pie XI, la polyphonie, en tant que le chant le plus important de l'Église après le chant grégorien, demeure recommandée. Alors que l'encyclique mentionne principalement les chefs-d'œuvre de la Renaissance, les pièces plus simples et contemporaines sont également admises. Au contraire, les chants polyphoniques desquels le style est trop ampoulé sont exclus.    
Au regard des instruments, le Saint-Siège préfère l'orgue, tout comme les prédécesseurs, car il possède une caractéristique adaptée à la liturgie. D'autres instruments sont autorisés, s'ils sont capables de réaliser la magnificence des cérémonies. Cette discipline était déjà admise dans l'encyclique Mediator Dei (1947) du même pape. Musicæ sacræ disciplina recommande, entre autres, les instruments à archet, tel le violon, en raison de leur qualité exprimant effectivement l'émotion de l'âme des fidèles.       
L'encyclique donne aussi son approbation pour le chant populaire, dit cantique en langue vulgaire, déjà pratiqué. Ces hymnes, car il s'agit des chants avec le texte non biblique, restent utiles, d'une part, en raison d'une bonne proximité des fidèles; d'autre part, ce genre est capable de faire évoluer la foi et l'âme des enfants et des jeunes. Encore faut-il que ces chants soient correctement adaptés aux diverses parties du sacrifice eucharistique ainsi qu'à chaque occasion religieuse, et, de plus, que soient exclus les chants profanes.      
À la fin de ce chapitre, on mentionne la formation des missionnaires dans ce domaine, car, sur les terrains évangélisés, l'exécution de la musique sacrée restait normalement secondaire dans leur mission. En admettant que la priorité soit donnée aux sujets les plus urgents dans ces pays, l'encyclique souhaite que les fidèles trouvent et aiment la splendeur des chants liturgiques catholiques traditionnels, non que le chant grégorien soit obligatoire dans la liturgie [jusqu'au concile Vatican II], mais parce que ces louanges chantées, notamment chants grégoriens, possèdent une excellente qualité afin d'amener l'âme des fidèles vers une véritable vertu chrétienne.     

### IV.
Si ce document se caractérise fortement par des conseils théoriques et théologiques, au contraire des documents précédents, on y ajoutait encore quelques recommandations pratiques. Quoique l'encyclique garde sa préférence à la schola cantorum avec le chœur d'enfants, celle-ci admet également une chorale composée des hommes et des femmes, ou un choeur de jeunes filles, lorsque la schola traditionnelle n'est pas disponible. Toutefois, cette dernière est autorisée à condition que ce groupe soit placé en dehors du chœur, normalement réservé, et que, dans ce cas, les hommes et les femmes soient séparés. Mais il est permis à ce chœur des fidèles de chanter sans souci le répertoire de la messe solennelle.  
Musicæ sacræ disciplina charge également les supérieurs de trouver du personnel talentueux, non seulement parmi les élèves des établissements religieux, mais aussi ceux qui possèdent le savoir-faire dans les diocèses. S'il existe des associations qualifiées pour ce sujet, il leur faut les soutenir.     

### Conclusion
L'encyclique se termine avec la confirmation des disciplines présentées. Il faut que l'exécution de la musique sacrée, art si noble conservé et développé par les prédécesseurs en faveur de la sainte célébration, soit encore avancée, avec une nouvelle ardeur et une nouvelle application, en faveur des splendeurs authentiques de la sainteté et de la beauté. Ces splendeurs doivent être réalisées non seulement au sein des établissements religieux, mais également auprès des foyers chrétiens et des réunions de fidèles. Aussi le document cite-t-il un texte très ancien de saint Cyprien de Carthage († 258) en soulignant une longue tradition de pratique dans l'Église depuis si longtemps :

« Que le sobre banquet résonne du chant des psaumes, et comme tu as une bonne mémoire et une bonne voix, prends sur toi cette charge, suivant l'usage ; tu recevras mieux ceux qui te sont très chers s'il y a pour nous un concert spirituel dont la douceur religieuse captive nos oreilles. »

— Ad Donatum (Épître à Donat)
 En conséquence logique, sa bénédiction apostolique s'adresse aux responsables chargés de cette mission, au troupeau confié ainsi qu'à ceux qui comblent Nos vœux.

## Caractéristique
Si le document défend la musique sacrée traditionnelle, surtout le chant grégorien, dans toute l'universalité de l'Église catholique, quelques autorisations afin d'adapter à l'époque se distinguent. D'où il apparaît que la réforme du concile Vatican II était déjà partiellement annoncée par Musicæ sacræ disciplina, en ce qui concerne notamment la voix des femmes et le chant populaire.  

### Nouveauté

#### Autorisation du chant byzantin et reste
Certes, avant cette encyclique, le pape Pie XI fit exécuter une messe et des hymnes d'après le rite byzantin, à Rome, lors du jubilé 1925. Cependant, sa constitution apostolique Divini cultus sanctitatem (1928) manquait de cet avancement œcuménique. Or, à la suite des études scientifiques, il devint évident que de nombreux chants liturgiques selon le rite romain possèdent leur origine auprès d'autres traditions ayant une qualité semblable. C'est la raison pour laquelle l'encyclique autorise, de même, d'anciens chants monodiques européens.

#### Même discipline dans les missions
Le document précise que la pratique de la musique sacrée catholique reste identique même dans les pays missionnaires [où la tradition des chants médiévaux européens n'existait pas] (chapitre III).

#### Chant populaire
La pratique des chants en langue vulgaire existait, en fait, depuis l'époque de la reforme protestante, en faveur de la fin de célébration, de sorte que les fidèles ne soient frustrés. Certes, le pape saint Pie X autorisa les chants contemporains en dehors de la tradition, dans son motu proprio Inter pastoralis officii sollicitudes (1903). Mais, son répertoire était limité, soit le texte de la messe, soit un motet à la suite du Benedictus ou un court motet après le chant de l'offertoire. Un chant célèbre, Panis Angelicus de César Franck fut publié en tant qu'une pièce de la messe, après ce motu proprio de saint Pie X. L'encyclique de Pie XI autorisa, au contraire, les mélodies populaires existantes et déjà pratiquées, formellement. Il faut remarquer que le document recommande le chant populaire, notamment en faveur des enfants et des jeunes.

#### Recrutement
Auparavant, les documents de Pie X et de Pie XI soulignaient l'importance de la formation des maîtres de chapelle. De surcroît, l'encyclique recommande le recrutement, par les supérieurs, de certains élèves auprès des séminaires et des collèges, afin de les envoyer à l'Institut pontifical de musique sacrée ou aux établissements semblables. Le Saint-Siège juge qu'il vaut mieux trouver ceux qui sont adaptés au sujet de la musique sacrée raffinée, étant donné que tout le personnel n'est pas capable de faire évoluer sa disposition jusqu'à ce que leur niveau d'exécution soit satisfaisant. Le texte de Cyprien de Carthage, cité au-dessus, confirme ce jugement.

#### Autorisation de voix féminine

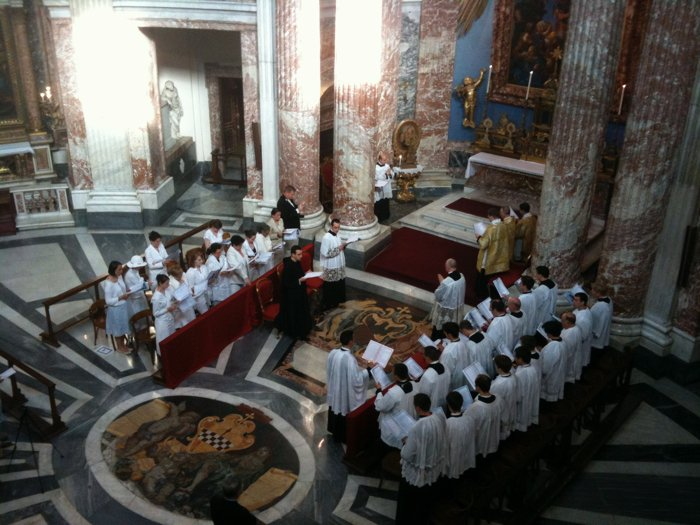
L'autorisation de la voix des femmes fut obtenue avec cette disposition (Schola Sainte Cécile à Rome en 2010 ; voir Chapitre IV).

Cette encyclique se distingue surtout des documents semblables des prédécesseurs : pour la première fois dans l'histoire de l'Église de Rome, la voix des femmes est formellement autorisée, à la place du chœur d'enfants. En effet, inspiré par la liturgie byzantine, saint Ambroise de Milan († 397) avait importé le chant liturgique en chœur à cette ville. De nos jours, l'existence de deux chœurs à cette époque-là dans des églises de Milan, celui des religieux et celui des vierges, est archéologiquement établie. Pourtant, le Saint-Siège ainsi que les églises d'Occident conservèrent très longtemps l'interdiction des voix des femmes tandis que le roi de France Louis XIV avait demandé, en dépit d'une opposition forte des religieux, que chante une des deux filles du compositeur Michel-Richard de Lalande, en septembre 1702 à la chapelle royale à Versailles. Il est probable que l'évolution de la connaissance des chants byzantins a favorisé cette pratique des femmes.

## Postérité
L'année suivante, une traduction en français fut publiée à Paris, chez l'édition Maison de la Bonne Presse. 
Deux ans plus tard, en 1957, se tint le troisième Congrès international de musique sacrée à Paris. Celui-ci était notamment consacré à l'encyclique : Perspectives de la musique sacrée à la lumière de l'encyclique Musicæ sacræ disciplina. En 1959, ses actes furent publiés également à Paris, par l'Édition du Congrès, dans lesquels on trouve plusieurs musicologues grégoriens importants, tels Higinio Anglés, Joseph Gajard, Eugène Cardine, Dominique Delalande, Luigi Agustoni, Johannes Overath, Franz Kosch. Les sessions étaient essentiellement organisées selon la discipline de l'encyclique, et notamment, il y avait celle de l'église byzantine et celle de la musique contemporaine : les principes, la musique religieuse de l'école française, le chant grégorien, les chants des églises d'Orient, l'orgue et les instruments à l'église, la polyphonie sacrée, le chant populaire religieux, la musique sacrée en pays de mission, les problèmes de structure et d'enseignement, l'organisation internationale de la musique sacrée. Il s'agissait d'une réponse à Musicæ sacræ disciplina .

## Texte intégral
- texte en latin sur le site officiel du Vatican : [lire en ligne]
- texte en anglais sur le site officiel du Vatican : [lire en ligne]
- texte en français
  - publication
Lettre encyclique Musicæ sacræ disciplina de S. S. le Pape Pie XII sur la musique sacrée (25 décembre 1955), Maison de la Bonne Presse, Paris 1956, 31 p.[12]
  - texte sur le site d'Una Voce : [lire en ligne] (une autre traduction de la communauté Introibo est disponible [lire en ligne];)

1. 1 2 3 4  p. 1
2. 1 2  p. 2
3. ↑  Voir aussi p. 2
4. 1 2 3  p. 3
5. ↑  p. 4
6. 1 2  p. 5
7. ↑  p. 5 - 6
8. 1 2  p. 6
9. ↑  p. 6 - 7
10. ↑  p. 7
11. ↑  p. 7 - 8
12. 1 2  p. 8
13. 1 2 3 4 5 6  p. 9